# Pierre Boucher (acteur)
Pour les articles homonymes, voir Boucher et Pierre Boucher.
Pierre Boucher (né le 7 août 1921 et mort le 6 décembre 1973) est un acteur québécois de télévision.

## Biographie
Étudiant en droit, Pierre Boucher découvre le théâtre. Il suit une formation artistique en France, et s'installe à Montréal en 1952. Il participe à l'introduction du théâtre à la télévision dans les années 1950-1960.
Il est président de l'Union des artistes de 1962 à 1966. Durant son mandat, un conflit oppose l'Union à la Place des Arts alors toute récente, celle-ci refusant de reconnaître la juridiction de l'UdA sur les artistes qui se produisait dans ses murs. Un parc de Montréal, le Parc Pierre-Boucher, fut nommé à sa mémoire en 1992.

## Filmographie

### Téléthéâtre et émissions
- Le Grenier aux images (jeunesse, 1952)
- Gabriel, le berger (jeunesse, 1956)
- Quatuor : Les Vacances de Maigret (1956-1957), Un roman-savon (1957), La Maison du bord de l'eau (1957), Quand nous serons à la Manouan (1958), La Mercière assassinée (1958)
- La Rivière perdue, segment Deux inconnus : le préfet
- Pays neuf (film de l'ONF, 1958)
- Le Grand Duc (jeunesse, 1959-1963)
- Trio : L'Escale (téléthéâtre, 1960)
- Marcus (jeunesse, 1962-1963)
- Médée (pièce de Marcel Dubé, 1968)

### Téléromans et comédies
- 1954 : 14, rue de Galais (téléroman)
- 1954 : Toi et moi (sitcom)
- 1955 : Beau temps, mauvais temps (téléroman) : Rodrigue
- 1956 : Les Belles Histoires des pays d'en haut (téléroman) : Honoré Mercier
- 1957 : Radisson (série d'aventures) : Père Ragueneau
- 1957 : Au chenal du moine (téléroman) : Ugène
- 1958 : Le Courrier du roy (série historique) : Vaudreuil
- 1959 : En haut de la pente douce (téléroman) : Psychiatre
- 1959 : Joie de vivre (téléroman) : Joseph-Arthur Vézina
- 1960 : Filles d'Ève (téléroman) : Richard Clavet
- 1961 : Le Mors aux dents (téléroman) : Clément Giroux
- 1963 : Rue de l'anse (téléroman) : Curé Ouellette
- 1963 : De 9 à 5 (téléroman) : Hector Boisvert
- 1966 : Rue des Pignons (téléroman) : Vincent Jalbert
- 1968 : Le Paradis terrestre (téléroman) : Roger Masson

## Théâtre
- 1966 : Hier, les enfants dansaient de Gratien Gélinas